# Rangkapan Jaya Baru
Rangkapan Jaya Baru is een bestuurslaag in het regentschap Depok van de provincie West-Java, Indonesië. Rangkapan Jaya Baru telt 32.654 inwoners (volkstelling 2010).